# Diana Mezuliáníková
Diana Mezuliáníková (* 10. April 1992 in Bruntál, Tschechoslowakei) ist eine tschechische Leichtathletin, die sich auf den Mittelstreckenlauf spezialisiert hat.

## Sportliche Laufbahn
Erste internationale Erfahrungen sammelte Diana Mezuliáníková im Jahr 2011, als sie bei den Junioreneuropameisterschaften in Tallinn im 800-Meter-Lauf in 2:09,11 min den siebten Platz belegte. Zwei Jahre darauf startete sie im 1500-Meter-Lauf bei den U23-Europameisterschaften in Tampere, schied dort aber mit 4:18,24 min im Vorlauf aus. 2014 qualifizierte sie sich über 1500 Meter für die Europameisterschaften in Zürich, bei denen sie mit 4:15,40 min in der ersten Runde ausschied. Bei den Leichtathletik-Halleneuropameisterschaften 2015 in Prag belegte sie in 4:16,93 min den siebten Platz und anschließend nahm sie an der Sommer-Universiade in Gwangju teil und erreichte dort in 4:23,14 min Rang sechs. 2018 gelangte sie bei den Europameisterschaften in Berlin bis in das Finale und klassierte sich dort nach 4:07,82 min auf dem zehnten Platz. Im Jahr darauf schied sie bei den Halleneuropameisterschaften in Glasgow mit 4:18,89 min im Vorlauf aus und über 800 Meter nahm sie im Spätsommer erstmals an den Weltmeisterschaften in Doha teil, scheiterte dort aber mit 2:03,48 min in der Vorrunde. 2021 schied sie bei den Halleneuropameisterschaften in Toruń trotz neuer Bestleistung von 4:11,48 min im Vorlauf über 1500 Meter aus. Über die Weltrangliste qualifizierte sie sich über 1500 m für die Olympischen Sommerspiele in Tokio und erreichte dort das Halbfinale, in dem sie mit neuer Bestleistung von 4:03,70 min ausschied. 
2022 erreichte sie bei den Weltmeisterschaften in Eugene das Halbfinale über 1500 Meter und schied dort mit 4:07,62 min aus, ehe sie bei den Europameisterschaften in München mit 4:07,37 min nicht über den Vorlauf hinauskam. 2025 verpasste sie bei den Halleneuropameisterschaften in Apeldoorn mit 4:18,29 min den Finaleinzug. 
2015 wurde Mezuliáníková tschechische Meisterin im 800-Meter-Lauf im Freien sowie 2021 über 1500 Meter. Zudem wurde sie 2014 und von 2018 bis 2020 Hallenmeisterin über 800 m und siegte sie in der Halle 2017 und von 2020 bis 2022 auch im 1500-Meter-Lauf.

## Persönliche Bestzeiten
- 800 Meter: 2:01,14 min, 6. Juni 2022 in Prag
  - 800 Meter (Halle): 2:02,50 min, 17. Februar 2019 in Ostrava
- 1000 Meter: 2:36,68 min, 5. September 2021 in Chorzów
  - 1000 Meter (Halle): 2:43,31 min, 26. Februar 2021 in Prag
- 1500 Meter: 4:03,70 min, 4. August 2021 in Tokio
  - 1500 Meter (Halle): 4:10,63 min, 23. Februar 2025 in Ostrava
- 3000 Meter: 8:53,72 min, 31. August 2021 in Rovereto
  - 3000 Meter (Halle): 8:57,91 min, 22. Januar 2022 in Manchester